# Isola di Vitte (Isole Jokangskie)
L'isola di Vitte (in russo Остров Витте ostrov Vitte) è un'isola russa disabitata, bagnata dal mare di Barents.
Amministrativamente fa parte del circondario della città chiusa di Ostrovnoj dell'Oblast' di Murmansk, nel Circondario federale nordoccidentale.

## Geografia
L'isola è situata nella parte centro-meridionale del mare di Barents, nella parte nordorientale della penisola di Kola; fa parte del gruppo delle isole Jokangskie e insieme ad esse costituisce il lato ovest del golfo Svjatonosskij. Vitte si trova di fronte al punto sulla terraferma su cui sorge la città di Ostrovnoj. Lo stretto Jokangskij Rejd (пролив Йокангский Рейд) la separa dal continente, e da esso dista, nel punto più vicino, circa 610 m. A nordovest, lo stretto di Vitte (пролив Витте) la separa invece dall'isola Čajačij (остров Чаячий) e dall'isola Kekur (остров Кекур) mentre, a sudest, lo stretto Malye Vorota (пролив Малые Ворота) la separa dall'isola Sal'nyj (остров Сальный).
L'isola di Vitte si trova al centro delle Jokangskie ed è la più grande del gruppo. Orientata in direzione nordovest-sudest, è lunga 4 km e larga 1,25 km nella parte centrale. La sua altezza massima è di 72,6 m s.l.m.
Il lato rivolto alla terraferma è più alto e lineare, costituito da colline rocciose, rispetto a quello rivolto al golfo Svjatonosskij, che è più basso e molto frastagliato. A est infatti si trovano diverse insenatuture, tra le quali la baia Burnaja (губа Бурная), la baia Pribojnaja (губа Прибойная) e la baia Severnaja (губа Северная). Nella parte centrale sono presenti alcuni laghetti.
Le acque intorno all'isola sono soggette a variazioni di marea di circa 3 m.

### Isole adiacenti
Oltre ad alcuni isolotti e scogli senza nome, attorno a Vitte si trovano:
- Isola Čajačij (остров Чаячий), è un'isola ovale lunga 1,4 km[6] e larga 940 m[7] al centro. L'altezza massima è di 50,4 m s.l.m.[1] (68°05′34.7″N 39°26′48.3″E)
- Isola Kekur (остров Кекур), è un isolotto di 250 m[8] di lunghezza e 180 m[9] di larghezza, situato nella parte meridionale dello stretto di Vitte, tra Čajačij e Vitte, a 65 m dalla prima e 90 m dalla seconda. (68°05′12.86″N 39°27′25.7″E)
- Isola Sal'nyj (остров Сальный), 170 m a sudest di Vitte, è un'isola lunga 735 m[10] e larga 490 m.[11] La sua altezza massima è di 23,1 m s.l.m.[1] Lungo la costa nordest si trova un gruppo di scogli senza nome.[1] (68°03′55″N 39°33′11.45″E)

## Storia
L'isola è stata mappata per la prima volta nel 1822 con il nome sami Bezymjannyj (Безымянный, in italiano: "Senza Nome"), durante la spedizione guidata da Fëdor Petrovič Litke sul brigantino Novaja Zemlja. Tuttavia nel 1894, l'isola fu visitata dal ministro delle Finanze russo Sergej Jul'evič Vitte e fu ribattezzata in suo onore dai cartografi del Ministero della Marina M. E. Ždanko e V. N. Morozov.
Attualmente non c'è una popolazione residente sull'isola anche se ci sono ancora alcune strade e strutture militari.